# Michael Aschbacher
Michael George Aschbacher (nacido el 8 de abril de 1944) es un matemático estadounidense conocido por su trabajo en los grupos finitos. Él era una figura prominente en la finalización de la clasificación de los grupos finitos simples en los años 1970 y 1980. Posteriormente, se descubrió que la clasificación era incompleta, porque el caso de los grupos quasithin no se había terminado. Esta brecha fue fijado por Aschbacher y Stephen D. Smith en 2004, en un par de libros que comprenden alrededor de 1.300 páginas. Aschbacher es actualmente el profesor Shaler Arthur Hanisch de Matemáticas en el Instituto de Tecnología de California.